# Halticopterella nigriflagellum
Halticopterella nigriflagellum är en stekelart som beskrevs av Girault 1915. Halticopterella nigriflagellum ingår i släktet Halticopterella och familjen puppglanssteklar. Inga underarter finns listade i Catalogue of Life.